# Hohensprenzer, Dudinghausener und Dolgener See
Hohensprenzer, Dudinghausener und Dolgener See este o arie protejată (arie specială de conservare — SAC, sit de importanță comunitară — SCI) din Germania întinsă pe o suprafață de 1.158 ha, integral pe uscat.

## Localizare
Centrul sitului Hohensprenzer, Dudinghausener und Dolgener See este situat la coordonatele 53°55′03″N 12°12′50″E / 53.9175°N 12.2139°E.

## Înființare
Situl Hohensprenzer, Dudinghausener und Dolgener See a fost declarat sit de importanță comunitară în aprilie 2004 pentru a proteja 5 specii de animale. Situl a fost protejat și ca arie specială de conservare în august 2016.

## Biodiversitate
Situată în ecoregiunea continentală, aria protejată conține 4 habitate naturale: Ape puternic oligomezotrofe cu vegetație bentonică cu Chara spp., Lacuri eutrofice naturale cu vegetație de tip Magnopotamion sau Hydrocharition, Păduri de fag Asperulo-Fagetum, Păduri aluvionare cu Alnus glutinosa și Fraxinus excelsior (Alno-Padion, Alnion incanae, Salicion albae).
La baza desemnării sitului se află mai multe specii protejate:
- amfibieni (2): buhai de baltă cu burta roșie (Bombina bombina), triton cu creastă (Triturus cristatus)
- mamifere (1): vidră de râu (Lutra lutra)
- pești (2): zvârluga (Cobitis taenia), țipar (Misgurnus fossilis)